# This Is It (musikalbum)
This Is It är ett dubbelalbum från Michael Jackson från 2009. Albumet släpptes den 26 oktober och ges ut av Epic. Albumbet innehåller låten This Is It.

## Låtlista
1. "Wanna Be Startin' Somethin'" - 6:03
2. "Jam" - 5:39
3. "They Don't Care About Us" - 4:45
4. "Human Nature" - 4:06
5. "Smooth Criminal" - 4:17
6. "The Way You Make Me Feel" - 4:58
7. "Shake Your Body (Down To The Ground)" - 3:54
8. "I Just Can't Stop Loving You" - 4:12
9. "Thriller" - 5:57
10. "Beat It" - 4:18
11. "Black or White" - 4:15
12. "Earth Song - 6:47
13. "Billie Jean - 4:54
14. "Man in the Mirror - 5:20
15. "This Is It" (albumversion) - 3:38
16. "This Is It" (orkesterversion) - 4:55